# Àmbit
|  | Aquest article tracta sobre el terme musical. Si cerqueu la galeria d'art, vegeu «Àmbit Galeria d'Art». |

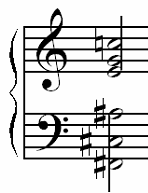
Acord Petruixka, de Stravinski, que té un àmbit de fa#1 a do4, és a dir de dues octaves i una quinta disminuïda.

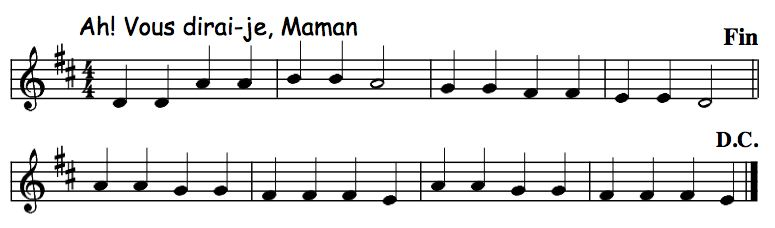
Melodia tradicional francesa que té un àmbit de 5a, de re3 a la3.

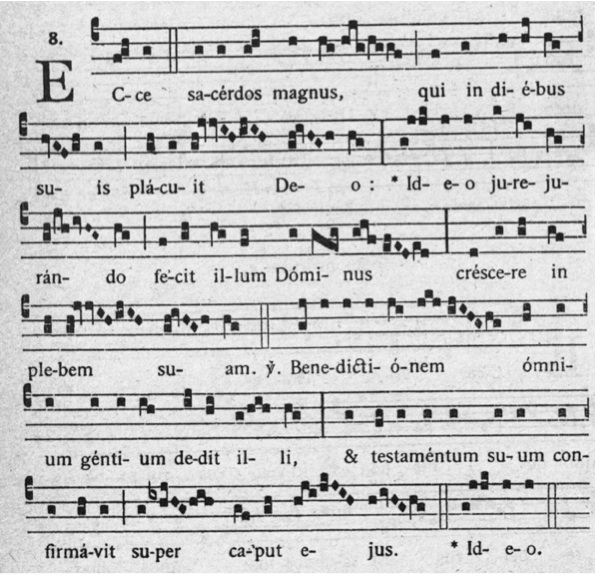
Melodia gregoriana en vuitè mode gregorià, amb un àmbit de re a re.

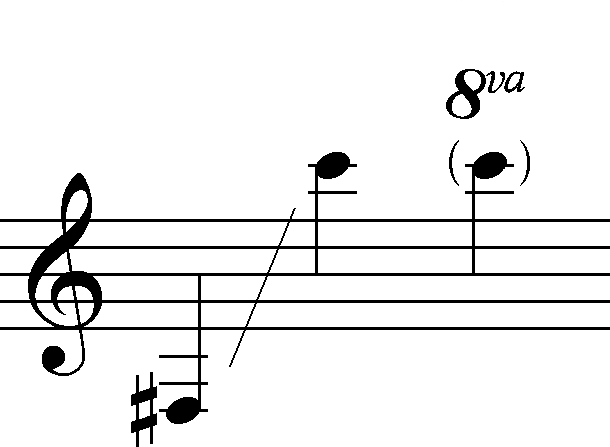
Àmbit de la trompeta.

L'àmbit en música és la distància que hi ha entre la nota més greu i la més aguda en alguna d'aquestes situacions:
- Entre la nota més greu i la més aguda que pot fer un instrument. En aquest cas, es parla de l'àmbit d'un instrument quan es fa referència a l'àmbit d'una tipologia d'instruments, això és, a una generalització de tots els casos possibles o, més sovint, a la possibilitat més gran, atès que ni tots els clarinets -per exemple- ni tots els clarinetistes són capaços de produir el mateix nombre de notes. Un bon instrument i un instrumentista hàbil, en general, poden produir notes més extremes i, per tant, obtenir un àmbit més gran. En aquest cas, també es pot anomenar tessitura.
- Entre la nota més greu i la més aguda que apareixen en una melodia. En aquest cas, es parla de l'àmbit d'una melodia. En general, les melodies vocals tenen un àmbit més reduït que les instrumentals, excepte en el cas de música amb molt de virtuosisme.
- Entre la nota més greu i la més aguda que figuren en un acord. En aquest cas, es parla de l'àmbit d'un acord, i depèn de la disposició d'aquest acord.
- Entre la nota més greu i la més aguda que conté un mode gregorià. L'àmbit és consubstancial al concepte de mode gregorià i determina, al seu torn, l'àmbit màxim -aproximat- que tenen les melodies construïdes sobre aquest mode concret.

L'àmbit es pot designar de manera aproximada amb una qualificatiu, o bé de manera exacta. De manera aproximada, ens referim a un àmbit ample o extens, i a un àmbit reduït. De manera exacta, es pot fer en referència a l'interval que es forma entre la nota més greu i la més aguda (per exemple, un àmbit de dues octaves i una tercera), o bé fent referència a les notes extremes seguides dels seus corresponents índexs d'altura (per exemple un àmbit de si1 a do4).